# Recording Industry Association of Malaysia
Die Recording Industry Association of Malaysia, kurz RIM (international), gegründet als Persatuan Industri Rakaman Malaysia (malaysisch) ist ein Verein mit der Aufgabe Musikauszeichnungen in Malaysia zu vergeben und die dortige Musikindustrie zu repräsentieren. Gegründet wurde sie am 12. Dezember 1978 unter dem Namen Malaysian Association of Phonograph Producers (MAPP). Im Jahr 1982 nannte sich die Organisation zur Malaysian Association of Phonogram and Videogram Producers and Distributors (MAPV) um. Seit 1996 besitzt das IPFI-Mitglied ihren heutigen Namen.

## Verleihungsgrenzen der Tonträgerauszeichnungen

### Alben National
| Auszeichnung | bis 31. Dezember 1996 | bis 31. Dezember 1999 | bis 31. Dezember 2002 | bis 31. Dezember 2005 | bis 30. Juni 2009 | bis Mai 2013 | seit Juni 2013 |
| ------------ | --------------------- | --------------------- | --------------------- | --------------------- | ----------------- | ------------ | -------------- |
| Gold         | 100.000               | 50.000                | 25.000                | 15.000                | 10.000            | 7.500        | 5.000          |
| Platin       | 200.000               | 100.000               | 50.000                | 25.000                | 20.000            | 15.000       | 10.000         |
| 2× Platin    | 400.000               | 200.000               | 100.000               | 50.000                | 40.000            | 30.000       | 20.000         |
| …            |                       |                       |                       |                       |                   |              |                |

### Alben International
| Auszeichnung | bis 31. Dezember 1999 | bis 31. Dezember 2002 | bis 31. Dezember 2005 |
| ------------ | --------------------- | --------------------- | --------------------- |
| Gold         | 25.000                | 15.000                | 10.000                |
| Platin       | 50.000                | 25.000                | 20.000                |
| 2× Platin    | 100.000               | 50.000                | 40.000                |
| …            |                       |                       |                       |

Ab 2006 gelten die gleichen Auszeichnungsgrenzen wie bei nationalen Alben.

### Downloads (National/International)
| Auszeichnung | seit 1. Juli 2009 |
| ------------ | ----------------- |
| Gold         | 100.000           |
| Platin       | 200.000           |
| 2× Platin    | 400.000           |
| …            |                   |